# Koźniewo Średnie
Koźniewo Średnie – wieś sołecka w Polsce położona w województwie mazowieckim, w powiecie ciechanowskim, w gminie Sońsk.
W latach 1975–1998 miejscowość administracyjnie należała do województwa ciechanowskiego.
Koźniewo Średnie graniczy z takimi miejscowościami jak: Koźniewo Wielkie, Koźniewo Łysaki, Gąsocin, Ślubowo.